# Garaj Lajos
Garaj Lajos (Miglészpataka, 1932. augusztus 25. – Pozsony, 2008. január 7.), L'udovít Garaj irodalomtörténész, műfordító, egyetemi oktató.

## Életpályája
1952-ben a nagyrőcei szlovák gimnáziumban érettségizett, majd 1956-ban a budapesti Eötvös Loránd Tudományegyetemen szerzett magyar szakos tanári oklevelet. Ezt követően a pozsonyi Comenius Egyetem Magyar Nyelv és Irodalom Tanszékének oktatója lett. 1970-től bölcsészdoktor, 1987-től kandidátus, 1988-tól egyetemi docens volt. 1997-ben vonult nyugdíjba.
Kutatási területe a szlovák–magyar irodalmi kapcsolatok. Egyetemi tankönyveket és jegyzeteket is írt és számos magyar irodalmi művet fordított szlovákra, például Duba Gyula, Hernádi Gyula, Kodolányi János, Rácz Olivér, Sánta Ferenc, Szabó Magda műveit.

## Művei
- A magyar felvilágosodás és a reformkor irodalma. 1. r., 1772–1848; Pedagogické nakladateľstvo, Bratislava, 1958 (Vysokoškolské učebné texty)
- 1997 Gemer a Malohont. Kultúrna a literárna tradícia regiónu maďarskej proveniencie
- 1999 Moderný maďarský román

## Díjak, elismerések
- a Szlovákiai Irodalmi Alap műfordítói díja (1980)